# ここまひ
ここまひ（3月8日 - ）は、漫画家、イラストレーター。東京都大田区出身、血液型O型。表記は「ここまひ」ではあるが、「ここまい」と読む。他のペンネームは、ししまひ、金物昌人、かなものまさと。デフォルメキャラを描く事が多い。『赤い靴CLUB』というサークル名で同人活動も行っている。

## 略歴
アニメーターを目指して専門学校のビジュアルデザイン科に通い、卒業後1989年にデザイン会社「レイアップ」に入社。入社後「甲竜伝説ヴィルガスト」のキャラクターデザインなどをつとめる。しかしその後多忙を極め体調を崩し入院、1992年の秋に退社し、以降はフリーとなる。デザイン会社所属時は""金物昌人""名義で発表されていたが、退社後は"ここまひ"名義での発表となっている。

## デザインワークス
- 甲竜伝説ヴィルガスト（ガシャポン / バンダイ）※第1期シリーズのキャラクターデザインを担当
- フレイ（「サーク」シリーズ）（PCソフト、PCエンジン / マイクロキャビン）※パソコン版はパッケージデザインのみ
- クライムクラッカーズ、クライムクラッカーズ2（PlayStation / ソニー・コンピュータエンタテインメント）※キャラクターデザイン担当
- マスモンKIDS（PlayStation / ハムスター）※キャラクターデザイン担当
- センチメンタルジャーニー（PlayStation / バンプレスト）※キャラクターデザイン担当
- クイーン・オブ・デュエリスト外伝α＋（PCソフト / アグミックス）※金城エルザのキャラクターデザイン担当
- 亀有信用金庫※オリジナルのマスコットキャラクター、夢叶（ゆめか）のデザイン担当
- 超ヒロイン戦記 (PlayStation 3&PlayStation Vita / バンダイナムコゲームス) ※キャラクターデザイン
- やどかり衛星放送局 BS-896（PC-9801、アレックス）原画、脱衣麻雀
- 必殺仕事人 (ファミリーコンピュータ) （ファミリーコンピュータ / バンプレスト 1990年）※キャラクターデザイン
- 他

## コミック
- ドラゴンバスターライ（コミックボンボン増刊号 / 講談社）※読み切り
- とらぶるしてぃ（コミックパピポ / フランス書院）
- 超光世紀スター・クラッカーズ（月刊少年キャプテン / 徳間書店）
- クライム・クラッカーズ2（プレイステーションマガジン / 徳間書店）
- クライム・クラッカーズ外伝（著：中井紀夫、ファミ通ゲーム文庫 / アスキー）※イラスト ISBN 4-89366-487-5
- 海底王女（マリンセス）マナティーネ（AX付録：コミックGIGAX / ソニーマガジンズ）
- ぴゅあ☆ぴゅあCLUB（コミックぴゅあ / 童夢社）
- 守護天使日和（メガミマガジン / 学研）
- 甲竜伝説ゔぃるがすと -おまけ版- (模型情報連載 / バンダイ) ※画集「甲竜伝説ヴィルガスト画集」に収録(ISBN 4891891815)
- どきどきVAMPIRE I（タツミコミックス / 辰巳出版）雑誌コード 51811-74
  - 第1巻のみの発行。続きは同人誌で頒布された。
- ぷよぷよRPGまんが魔導物語（徳間書店インターメディア / 徳間書店）※ここまひwith赤い靴くらぶ名義での発表
- 他

## 画集
- カニカニCLUBコレクション[ここまひ画集]（クリエイティブシリーズ5 / 彩文館出版）ISBN 4-916115-10-4 [1998年]
- KANI KANI LUNCH BOX ここまひ自選作品集 (ムービック) ISBN 4-89601-441-3 [1999年]

## CD-ROM
- ここまひカット・イラスト壁紙集 電脳(デジタル)カニカニ倶楽部 (ヘキサ) [1997年]

## 赤い靴CLUB
もともとはここまひ自身の個人サークル名であったが、デザイン会社を退職後に個人で受ける仕事について使用していた名義。現在は、サスカッチ円空がPC/CG周りのデザインワークスとしてメンバーに入っており、同人誌やガレージキットの作成などの同人活動を行っている。